# Francisco Eduardo Cervantes Merino
Francisco Eduardo Cervantes Merino (Ciudad de México, 13 de octubre de 1953) es un sacerdote y obispo mexicano, que actualmente se desempeña 3° Obispo de Orizaba.

## Biografía

### Primeros años y formación
Francisco Eduardo nació el 13 de octubre de 1953, en Ciudad de México, capital de México.
Es el hijo menor del matrimonio de Marcelino Cervantes Sosa y Ma. Ocotlán Merino Palafox.
Estudió en el Seminario de Xalapa y después fue enviado a estudiar la licenciatura en Teología pastoral en la Universidad Lateranense.
Obtuvo también una licenciatura en Psicología educacional en la Escuela Normal Superior de México.

### Sacerdocio
Fue ordenado diácono el 25 de diciembre de 1978, en la Catedral de Tuxpan, a manos del entonces Obispo de Tuxpan, Ignacio Lehonor Arroyo.
Su ordenación sacerdotal fue el 24 de marzo de 1979, en la Parroquia María Auxiliadora de Ciudad de México, a manos del entonces Obispo de Tuxpan, Ignacio Lehonor Arroyo.
En esa misma circunscripción eclesiástica se incardinó.

## Episcopado

### Obispo de Orizaba

#### Nombramiento
El 2 de febrero de 2015, el papa Francisco lo nombró 3° Obispo de Orizaba.

#### Profesión de fe
El 23 de abril de 2015, en la Catedral de Orizaba, realizó la profesión de fe y el juramento de fidelidad exigido a todos los obispos antes de su ordenación y toma de posesión canónica.
Después, se dirigió al asilo de ancianos Santa Isabel donde se ofreció una rueda de prensa.

#### Ordenación Episcopal
Fue consagrado el 23 de abril del mismo año, en la Plaza de toros de Orizaba, a manos del por entonces Nuncio Apostólico en México, Christophe Pierre.
Sus co-consagradores fueron el Arzobispo de Xalapa, Hipólito Reyes y el por entonces Obispo de Tuxpan, Juan Navarro.

#### Toma de Posesión Canónica
Tomó posesión canónica el 24 de abril del mismo año, durante una ceremonia en la Catedral de Orizaba.